# Waigeum ribbei
Waigeum ribbei är en fjärilsart som beskrevs av Johannes Karl Max Röber 1886. Waigeum ribbei ingår i släktet Waigeum och familjen juvelvingar. Inga underarter finns listade i Catalogue of Life.